# Henry County, Illinois
Henry County är ett county i delstaten Illinois i USA, omkring 200 km väster om Chicago. Den administrativa huvudorten (county seat) är Cambridge. Största stad är dock Kewanee.
I Henry County ligger bland annat Bishop Hill.

## Politik
Henry County har sedan 1990-talet tenderat att rösta på demokraterna i politiska val. Demokraternas kandidat har vunnit countyt i samtliga presidentval sedan valet 1988 utom vid två tillfällen: 2004 och 2016 då countyt röstade för republikanernas kandidat.

## Geografi
Enligt United States Census Bureau har countyt en total area på 2 138 km². 2 132 km² av den arean är land och 6 km² är vatten.

### Angränsande countyn
- Whiteside County - nordost
- Bureau County - öster
- Stark County - sydost
- Knox County - söder
- Mercer County - väster
- Rock Island County - nordväst